# Bakumatsu
Bakumatsu (jap. 幕末) bedeutet übersetzt „Ende des Bakufu“ und den letzten Abschnitt der Tokugawa- bzw. Edo-Zeit. Diese Periode der japanischen Geschichte reicht von der Ankunft der „schwarzen Schiffe“ (kurofune) von Matthew Perry 1853 und seiner Kanonenbootpolitik bis zur Rückgabe der Herrschaft vom Shōgun an den Tennō 1867.
Es war gleichzeitig die Zeit der Öffnung Japans und des Endes der Isolationspolitik und eine Zeit innerer Unruhen, geprägt von der zunehmenden Unzufriedenheit unter den Samurai über die Politik des Shōgunats, wechselnde Allianzen im Kampf um die Macht einhergehend mit einer Welle von Nationalismus und Fremdenfeindlichkeit auf der einen und Interesse für die westliche Moderne andererseits.
Auslöser für den Zusammenbruch des bakufu war die unter Androhung von Gewalt erzwungene Öffnung des Landes mit sogenannten ungleichen Verträgen durch die USA 1854 und andere Westmächte 1858 bis 1860. In diesen Verträgen wurden den westlichen Mächten weitgehende Rechte zugestanden, die von Handelsfragen (Öffnung der Häfen, niedrige Zölle) über die Eröffnung von Konsulaten bis hin zu Exterritorialität von Staatsangehörigen der Vertragsmächte reichte. Unter dem Vorwand, dass das bakufu bei der Unterzeichnung der Verträge den Tennō nicht ausreichend konsultiert habe, wurde es von seinen politischen Gegnern unter dem Slogan sonnō jōi („Ehret den Kaiser – vertreibt die Barbaren!“) angegriffen. Insbesondere in den frühen 1860er Jahren kam es durch diese fremdenfeindliche Parole zu zahlreichen Morden an Ausländern.
Das bakufu reagierte unter der Hand von Tairō Ii Naosuke mit scharfen Gegenmaßnahmen wie den Ansei-Säuberungen. Nach der Ermordung Iis 1860 fehlte dem bakufu jedoch die lenkende Hand und es geriet zunehmend in die Defensive. Die abtrünnigen Provinzen – allen voran Chōshū, Satsuma (das zunächst noch unter dem Slogan kōbu gattai die Vereinigung von Kaiserhaus und bakufu gefordert hatte), Tosa und Hizen – widersetzten sich zunehmend den Anordnungen des bakufu und bauten unter Mithilfe der einstigen Feinde England und Frankreich (die USA waren in den Wirren des eigenen Bürgerkrieges auf die Innenpolitik konzentriert) moderne Armeen auf. Diese waren schon bald den Truppen des bakufu überlegen, wie die fehlgeschlagene Strafexpedition gegen Chōshū 1866 zeigte. 1867 gab der Shōgun schließlich die Macht an den Kaiser zurück, und mit der Thronbesteigung des jungen Kaisers Mutsuhito unter der Regierungsdevise Meiji trat Japan in ein neues Zeitalter ein. Lediglich wenige Getreue des bakufu versuchten noch einmal, im Boshin-Krieg Widerstand zu leisten, unterlagen jedoch in kurzer Zeit.
Die Ursachen für den Zusammenbruch des bakufu sind jedoch weit komplexer als die einfache Ankunft der militärisch überlegenen Westmächte und liegen zu einem großen Teil in den gesellschafts- und wirtschaftspolitischen Problemen der Edo-Zeit.

## Niedergang der Tokugawa
Die Bakumatsu-Zeit wird auch Spätes Tokugawa-Shogunat (1853–1867) genannt. Die Gründe für das Ende der Edo-Zeit sind kontrovers, aber es wurde eingeläutet durch die erzwungene Öffnung Japans zur westlichen Welt durch Commodore Matthew Perry der U.S. Navy, dessen Flottille (bekannt als „die schwarzen Schiffe“) auf die Bucht von Tokio feuerte. Einige künstliche Landmassen, die geschaffen wurden, um die Reichweite der Armada zu blockieren, bilden heute den Odaiba-Bezirk.

### Gesellschaftliche Entwicklungen in der Edo-Zeit
Die Herrschaft der Tokugawa brach nicht einfach wegen Fehlern im Innern zusammen. Äußere Einflüsse führten einen komplexen politischen Machtkampf zwischen dem Bakufu und der Koalition, ihren Kritikern, herbei. Die fortwährende Anti-Bakufu-Bewegung Mitte des 19. Jahrhunderts stürzte die Tokugawa. Von Anfang an versuchten die Tokugawa, die Anhäufung von Reichtum der anderen Familien einzuschränken und pflegten eine „Zurück zur Erde“-Politik nach neokonfuzianischen Idealen, in welcher der Bauer als ultimativer Produzent die ideale Person in der Gesellschaft war. Trotz dieser Bemühungen, den Reichtum einzuschränken, und teilweise wegen der außergewöhnlich langen Zeit des Friedens, stieg der Lebensstandard der ländlichen und städtischen Bewohner erheblich an. Bessere Ernteerträge, Transport, Wohnwesen, Nahrungsmittel und Unterhaltung waren verfügbar, ebenso mehr Freizeit, zumindest für Stadtbewohner. Der Analphabetismus war niedrig für eine präindustrielle Gesellschaft, kulturelle Werte wurden neu bestimmt und breit vermittelt in den Klassen der Samurai und Chōnin (Bürger, Händler; s. Shinōkōshō). Trotz des Wiedererscheinens der Gilden und deren restriktiver Natur blühten die wirtschaftlichen Aktivitäten, das Gewerbe breitete sich aus und die Geldwirtschaft entwickelte sich. Obwohl die Regierung die Händler schwer einschränkte und als unproduktive und wuchernde Mitglieder der Gesellschaft sah, wurden die Samurai, die immer mehr von ihren ländlichen Bindungen getrennt wurden, immer abhängiger von den Konsumgütern, Darlehen und dem Kunsthandwerk, das von Händlern und Künstlern angeboten wurde. So vollzog sich ein subtiler Umsturz der Kriegerklasse, und die Chōnin nahmen deren Platz ein.
Ein Kampf kam auf im Angesicht der politischen Beschränkungen, die der Shōgun der Unternehmerklasse auferlegte. Das Ideal der Regierung einer Agrargesellschaft hielt einem Vergleich mit der Wirklichkeit der Bedeutung des Gewerbes nicht mehr stand. Eine gigantische Regierungsbürokratie hatte sich entwickelt, welche jetzt aufgrund der Diskrepanz zur entstehenden neuen sozialen Ordnung stagnierte. Insgesamt stieg die Bevölkerung während der ersten Hälfte der Tokugawa-Periode erheblich an. Obwohl das Ausmaß und die Wachstumsraten ungewiss sind, ermittelte die erste landesweite Volkszählung 1721 mindestens 26 Millionen Gemeine und ungefähr 4 Millionen Mitglieder und Angehörige der Samurai-Familien. Dürre, gefolgt von Fehlernten und Hungertod, führten zu 20 großen Hungersnöten zwischen 1675 und 1837. Der Unmut der Kleinbauern stieg, und im späten 18. Jahrhundert standen Massenproteste wegen Steuern und Lebensmittelknappheiten an der Tagesordnung. Neue landlose Familien wurden Farmpächter, während die verdrängten bäuerlichen Armen in die Städte zogen. Als das Glück der vorher Gutbetuchten schwand, kamen andere an ihre Stelle, häuften Land an, und eine neue wohlhabende Bauernklasse entstand. Die davon profitierenden Menschen fächerten ihre Produktion weit und stellten Arbeiter ein, während andere unzufrieden blieben. Viele Samurai erlebten eine schwere Zeit und waren zu Handwerks- und Lohnarbeiten für Händler gezwungen.

### Einfluss der Kolonialmächte
Westliche Einmischungen erreichten im frühen 19. Jahrhundert ihren Höhepunkt. Russische Kriegsschiffe und Händler drangen auf Karafuto (während russischer und sowjetischer Herrschaft Sachalin genannt) und den Kurilen ein, deren südlichste Inseln von den Japanern als nördliche Inseln von Hokkaidō angesehen werden. 1808 lief ein britisches Kriegsschiff auf der Suche nach einem feindlichen niederländischen Schiff in den Hafen von Nagasaki ein. Andere Kriegsschiffe und Walfänger wurden in den 1810er und 1820er Jahren vermehrt in japanischen Gewässern gesichtet. Walfänger und Handelsschiffe der USA erreichten ebenfalls japanische Küsten. Obwohl die Japaner kleinere Zugeständnisse und einige Anlandungen erlaubten, wurde im Allgemeinen versucht, alle Ausländer draußen zu halten, manchmal auch mit Gewalt (Abschließung Japans). Die Rangaku wurden sehr wichtig, nicht nur zum Verständnis der ausländischen „Barbaren“, sondern auch, um sie mit Hilfe westlichen Wissens abzuwehren.

### 1830er Jahre
Während der 1830er Jahre befand sich das Land Japan in einer schweren Krise (Tempō-Krise). Hungersnöte und Naturkatastrophen trafen das Land schwer, Unmut führte 1837 zu einem Aufstand der Kleinbauern gegen Beamte und Händler in Ōsaka. Obwohl er nur einen Tag dauerte, hinterließ der Aufruhr einen dramatischen Eindruck. Heilmittel kamen in Form traditioneller Lösungen, die eher versuchten, den moralischen Zerfall als institutionelle Probleme anzusprechen. Die Berater des Shōgun drängten zu einer Rückbesinnung auf den Kampfgeist, mehr Einschränkungen des Auslandshandels und -kontakte, Unterdrückung der Rangaku, Zensur der Literatur und Beseitigung des „Luxus“ in Regierung und Samurai-Klasse (Sparsamkeitsedikte). Andere versuchten die Tokugawa zu stürzen und unterstützten die Doktrin des Sonnō jōi (尊皇王攘夷, Verehrt den Kaiser, weist die Barbaren aus!), d. h. für Einheit unter kaiserlicher Herrschaft und Widerstand gegen ausländische Einmischung. Das Bakufu hielt durch, inmitten einer Zeit wachsender Bedenken über die westliche Erfolge, koloniale Enklaven in China während des 1. Opium-Kriegs (1839–1842) zu errichten. Es wurden mehr Reformen angeordnet, besonders im wirtschaftlichen Bereich, um Japan gegen die westliche Bedrohung zu stärken.

### Schwarze Schiffe
Als die USA dabei waren, ihre eigene Präsenz in der asiatisch-pazifischen Region großflächig auszudehnen und Commodore James Biddle im Juli 1846 mit zwei Kriegsschiffen in der Edo-Bucht erschien, lehnte Japan die Forderung der Vereinigten Staaten nach diplomatischen Beziehungen ab. Als jedoch Commodore Matthew Perrys Vier-Schiff-Geschwader im Juli 1853 auftauchte, geriet das Bakufu in Aufruhr. Der Vorsitzende der Senior-Ratsmitglieder (Rōjū) Abe Masahiro (1819–1857) war verantwortlich für die Verhandlungen mit den Amerikanern. Da es keinen Präzedenzfall gab, mit dieser Bedrohung der nationalen Sicherheit umzugehen, versuchte Abe die Balance zwischen den Wünschen der Senior-Ratsmitglieder nach einem Kompromiss mit den Ausländern, dem des Kaisers, der die Ausländer abweisen wollte, und dem des Daimyō nach einem Krieg zu halten. Da es keinen Konsens gab, entschied Abe sich zu einem Kompromiss: Er akzeptierte Perrys Forderung nach einer Öffnung Japans für ausländischen Handel, während er gleichzeitig militärische Vorbereitungen traf. Im März 1854 wurde ein Friedens- und Freundschaftsvertrag (Vertrag von Kanagawa) geschlossen, zwei Vertragshäfen für amerikanische Schiffe geöffnet, die um Proviant ersuchten, eine Garantie gegeben, schiffbrüchige amerikanische Seeleute gut zu behandeln, und einem amerikanischen Konsul (Townsend Harris) erlaubt, sich in Shimoda, einem Seehafen auf der Izu-Halbinsel südwestlich von Edo, niederzulassen. Ein Handelsvertrag zur Öffnung weiterer Gebiete, der Harris-Vertrag, für amerikanischen Handel wurde dem Bakufu fünf Jahre später aufgezwungen.

### Reaktion auf die Öffnung
Der dadurch erlittene Schaden war für das Bakufu immens. Debatten über Regierungspolitik waren ungewöhnlich und führten zu öffentlicher Kritik an der Regierung. In der Hoffnung, Unterstützung von neuen Alliierten zu bekommen, beriet sich Abe, zur Bestürzung der Fudai, mit den Shimpan- und Tozama-Daimyō, wodurch das schon geschwächte Bakufu untergraben wurde. In der Ansei-Reform (1854–1856) versuchte Abe dann das Regime zu stärken, indem er niederländische Kriegsschiffe und Bewaffnung bestellte und neue Hafenverteidigungen errichten ließ. 1855 wurde eine Marineausbildungsschule mit niederländischen Lehrern in Nagasaki und eine westlich ausgerichtete Militärschule in Edo geschaffen. Im darauffolgenden Jahr ließ die Regierung westliche Bücher übersetzen. Innerhalb der Fudai-Kreise, die gegen die Öffnung der Bakufu-Räte für Tozama-Daimyō waren, stieg der Widerstand gegen Abe und er wurde 1855 als Vorsitzender der Senior-Ratsmitglieder durch Hotta Masayoshi (1810–1864) ersetzt.
An der Spitze der regimekritischen Fraktion stand Tokugawa Nariaki, der lange eine streitbare Loyalität zum Tennō mit anti-ausländischen Stimmungen begrüßte und seit 1854 für die nationale Verteidigung verantwortlich war. Die Mito-Schule hatte, basierend auf neo-konfuzianistischen und Shintō-Prinzipien, die Wiederherstellung der kaiserlichen Institution, die Abwendung vom Westen und die Begründung eines Weltreiches unter der göttlichen Yamato-Dynastie zum Ziel.

### Konflikt zwischen Kaiserhof und Shogunat
In den letzten Jahren der Tokugawa erhöhten sich die ausländischen Kontakte, und mehr Zugeständnisse wurden gewährt. Der Harris-Vertrag mit den USA von 1859 öffnete weitere Häfen für diplomatische Abgesandte, gestattete nicht überwachten Handel an vier weiteren Häfen und den Aufenthalt von Ausländern in Ōsaka und Edo. Es verkörperte auch das Konzept der Extraterritorialität (Ausländer waren nur den Gesetzen ihres Landes verpflichtet, nicht den japanischen). Hotta verlor die Unterstützung der wichtigsten Daimyō, und als Tokugawa Nariaki sich gegen das neue Abkommen stellte, ersuchte Hotta um kaiserliche Maßnahmen. Die Hofbeamten, welche die Schwäche des Bakufu wahrnahmen, wiesen Hottas Forderung ab, und verwickelten damit plötzlich Kyōto und den Kaiser zum ersten Mal seit Jahrhunderten in Japans interne Konflikte. Als der Tod des kränkelnden Shōgun Iesada ohne Erben abzusehen war, rief der Nariaki den Hof zur Unterstützung seines eigenen Sohnes Tokugawa Yoshinobu (oder Keiki), der von den Shimpan- und Tozama-Daimyō favorisiert wurde, als Shōgun an. Die Fudai gewannen jedoch das Kräftemessen, setzten Tokugawa Yoshitomi ein, verhafteten Nariaki und Keiki, exekutierten Yoshida Shōin (führender Sonnō-jōi-Intellektueller, der gegen die Verträge mit den Amerikanern war und eine Revolution gegen das Bakufu plante), unterzeichneten Abkommen mit den USA und fünf anderen Nationen und beendeten damit mehr als 200 Jahre Isolation.
Die strengen Maßnahmen, die das Bakufu unternahm, um seine Vorherrschaft wieder geltend zu machen, erwiesen sich als unzureichend. Extremisten, die den Kaiser als Symbol der Einheit verehrten, brachten Gewalt und Tod über das Bakufu, die Clan-Behörden und Ausländer. Ausländische Vergeltungsmaßnahmen wie die Bombardierung von Kagoshima führten 1865 zu weiteren konzessionierten Handelsabkommen, aber Yoshitomi war unfähig, die Abkommen gegen die Sonno-Joi-Fraktion durchzusetzen. Eine Bakufu-Armee wurde 1866 besiegt, nachdem sie ausgesandt wurde, Dissidenten in den Shimazu- und Mōri-Clans zu vernichten. Als schließlich 1867 der Kaiser starb und sein jüngerer Sohn Mutsuhito ihn beerbte, wurde Keiki widerwillig der Kopf des Tokugawa-Clans und Shōgun. Er versuchte, die Regierung unter dem Kaiser zu reorganisieren und gleichzeitig die Führungsrolle des Shōguns zu bewahren. Da die wachsende Macht der Satsuma- und Chōshū-Daimyō von den anderen Daimyō gefürchtet wurde, forderten sie die Übergabe der politischen Macht der Shōgune an den Kaiser und einen Rat der Daimyō, dem der frühere Tokugawa-Shōgun vorsitzen sollte. Keiki akzeptierte den Plan Ende 1867, dankte ab und rief die „kaiserliche Restauration“ aus. Die Shimazu, Chōshū, andere Clan-Führer und radikale Höflinge rebellierten jedoch, besetzten den kaiserlichen Palast und riefen ihre eigene Restauration am 3. Januar 1868 aus. Das Bakufu wurde abgeschafft, Keiki wurde zu einem gewöhnlichen Daimyō herabgestuft und die Tokugawa-Armee gab kampflos auf (obgleich andere Tokugawa-Kräfte bis November 1868 kämpften und Bakufu-Marinekräfte weitere sechs Monate aushielten).